# Trigonidium brevipenne
Trigonidium brevipenne är en insektsart som beskrevs av Henri Saussure 1899. Trigonidium brevipenne ingår i släktet Trigonidium och familjen syrsor. Inga underarter finns listade i Catalogue of Life.